# 單花脈葉蘭
單花脈葉蘭（学名：Nervilia nipponica）为蘭科脈葉蘭屬下的一个种。

## 扩展阅读
- 維基物種上的相關：單花脈葉蘭